# Rogatka (Kalisz)
Rogatka – osiedle Kalisza położone na południowy zachód od Śródmieścia, ograniczone ulicami Poznańską, Harcerską, Górnośląską, Polną oraz aleją Wojska Polskiego. Graniczy ze Śródmieściem II, Czaszkami, Kalińcem, Widokiem i Korczakiem.
Najmniejsza pod względem powierzchni jednostka pomocnicza Kalisza.
Nazwa osiedla pochodzi od rogatki wrocławskiej – dawnego posterunku celnego położonego u zbiegu ulic Śródmiejskiej, Górnośląskiej, Nowego Światu i Harcerskiej.
Zabudowa osiedla jest zróżnicowana. Występują tu kamienice, bloki mieszkalne (również w zabudowie pierzejowej), wille i niewielkie domy parterowe.
W północno-wschodniej części Rogatki znajduje się zespół zabytkowych cmentarzy:
- Miejski – założony w 1807, spoczywa na nim wielu zasłużonych kaliszan[3]
- ewangelicko-augsburski (Górka Luterska) – założony w 1689, najstarszy cmentarz w Kaliszu, jeden z najstarszych w Polsce[4]

W latach 1967–1972 przy ulicy Polnej wybudowano kościół Opatrzności Bożej według projektu Władysława Pieńkowskiego.